# Autobus Atac ad accumulatori
Le autoelettriche della rete di Roma sono stati un gruppo non esattamente quantificato di veicoli autobus elettrici, alimentati con accumulatori, adibiti al servizio urbano della città.

## Storia
Quando la rete autobus viene affidata in appalto alla Società anonima Trasporti Ugolini - T.U. a Roma circolano 48 autobus SPA C-9000, dei quali il nuovo esercente ne acquisisce 29. La Ugolini preferisce infatti ampliare il proprio parco con autobus ad accumulatori. Le ragioni di questa scelta, stante le pessime prestazioni di questi veicoli e gli alti costi della loro gestione, non sono ad oggi note.

## Tecnica
(Vittorio Formigari)
I rotabili sono costruiti dalla Vetture Autoelettriche Italiane di Roma (V.A.I.), società che avrebbe esercitato servizi analoghi anche a Trieste, Lucca e Bari. Il brevetto è di una ditta di Bergamo, la Rognini & Balbo, specializzata in trazione ad accumulatori per la trazione sia stradale che ferroviaria, detentrice per l'Italia di una privativa tedesca, denominata Hensemberger. Sono rotabili stradali a due assi con l'asse posteriore sterzante, in tutto simili agli autobus. La carrozzeria presenta un solo accesso in posizione centrale, originariamente posto sulla fiancata sinistra e spostato sul lato opposto dopo il cambiamento di mano del senso di marcia (1 marzo 1925), il cui vestibolo divide l'interno in due compartimenti distinti. Le vetture si dividono in due serie, le cui uniche differenze conosciute sono quelle esterne della carrozzeria. Circa il quantitativo sembra che quelle di prima serie siano state ventidue, mentre nulla si sa della seconda. Esiste una immagine della vettura 201 in servizio a Roma ed una della 205 in prova a Torino nel 1926, ma non si sono trovate altre informazioni in merito. Soprattutto non è noto se il gruppo iniziasse da 201 o proseguisse da 172, a seguito delle vetture di prima serie che terminano con 171, e nemmeno è dato di sapere se le autoelettriche serie 200 che saranno radiate dall'ATAG entro il 1935 provengano effettivamente dalla gestione STU. Circa la gestione ATAG dai relativi ordini di servizio si apprende che l'azienda municipale acquisisce diciannove vetture della prima serie e una sola vettura della seconda, la 201, cui l'anno successivo si aggiungono venti vetture analoghe.

## Numerazione
Durante la gestione Ugolini le autoelettriche della prima serie sono numerate a seguito agli autobus C-9000 iniziando da 150, e si tratterebbe di ventidue vetture numerate da 150 a 171, anche se da 169 a 171 risultano in servizio a Roma solo per un breve periodo, forse prese in prestito da altra località.
Le autoelettriche passate all'ATAG  risultano in numero di venti, diciannove di prima serie rinumerate E.101-137,  utilizzando i soli numeri dispari, oltre l'unica di seconda serie che è rinumerata E.201. Le vetture numerate dalla STU 170 e 171 sembrano pare siano state cedute a terzi  nell'aprile 1927. Una seconda serie di venti autoelettriche, non si sa se ordinate dall'ATAG o provenienti dalla Ugolini, entra in servizio l'anno successivo ed è numerata E.203-241; le vetture risultano tutte apparentemente eguali alla E.201. È da notare che nella documentazione ATAG la prima serie è denotata come autoelettriche VAI, mentre la seconda appare come autoelettriche Rognini e Balbo.